# John Mateer
John Mateer (1971) es un poeta y escritor sudafricano afincado en Australia.

## Biografía
Nació en Roodepoort, Sudáfrica, en 1971, y creció en las afueras de Johannesburgo. Sin embargo también pasó parte de su infancia en Canadá, antes de su vuelta a Sudáfrica en 1979. En 1989 se trasladó a Australia con su familia. En cuanto a su educación, fue estudiante en The International Writing Programm de la universidad de Iowa. Desde entonces tiene su residencia en Melbourne y Perth

## Carrera literaria
Mateer ha publicado multitud de poemarios, de los cuales se podrían destacar Barefoot Speech, que ganó en 2001 el premio C. J. Dennis de poesía, o Loanwords, obra nominada en 2002 para los Western Australian Premier's Book Awards. Además, debido a su contribución a la literatura australiana, fue galardonado con la Medalla del Centenario, mérito concedido por el gobierno australiano a aquellas personas que han ayudado al desarrollo social y cultural de la nación.
Mateer ha recitado su obra en varios festivales de Asia y Europa, y más recientemente en países como Japón y Malasia. Así pues, sus obras se han traducido a idiomas como el japonés, portugués o alemán. Por otra parte, Mateer fue beneficiario de una beca de investigación en Indonesia en 2004, gracias a la cual pudo escribir el diario de viajes Semar's Cave: an Indonesian Journal.
Su última publicación es el poemario Unbelievers, or the Moor, donde habla de la relación del Islam y de su historia en ciudades como El Cairo, Sevilla, Dubái o el pueblo portugués de Monsanto.

## Obras
Poesía
- Anachronism
- Barefoot Speech
- Burning Swans
- Loanwords
- The Ancient Capital of Images
- The West
- Southern Barbarians
- Elsewhere
- Unbelievers, or the Moor

Literatura de viajes
- Semar's Cave: an Indonesian Journal